# Crazy Seasons
Crazy Seasons is een videospel voor de Commodore Amiga. Het spel werd uitgebracht in 1992. 

## Ontwikkelteam
- Programmeur: Sirio Zuelli
- Grafisch: Desiderius Salvesen, Matteo Lusoli, Alberto Magnani
- Muziek: Daniele Bonvicini
- Concept: Alberto Magnani

## Ontvangst
- Amiga Action 36: 41%
- Amiga Format 38: 68%
- Amiga Power 17: 73%
- The One Amiga 48: 70%